# 馬賈爾尼亞-卡蘭斯卡
50°10′29″N 24°33′57″E / 50.17472°N 24.56583°E
馬賈爾尼亞-卡蘭斯卡（烏克蘭語：Мазярня-Каранська），是烏克蘭西部的村莊，隸屬利維夫州的舍普季茨基區多布羅特維爾市鎮。該村始建於1500年，面積0.6平方公里，海拔高度217米，2001年人口163，人口密度每平方公里272.58人。